# Vincent Jordy

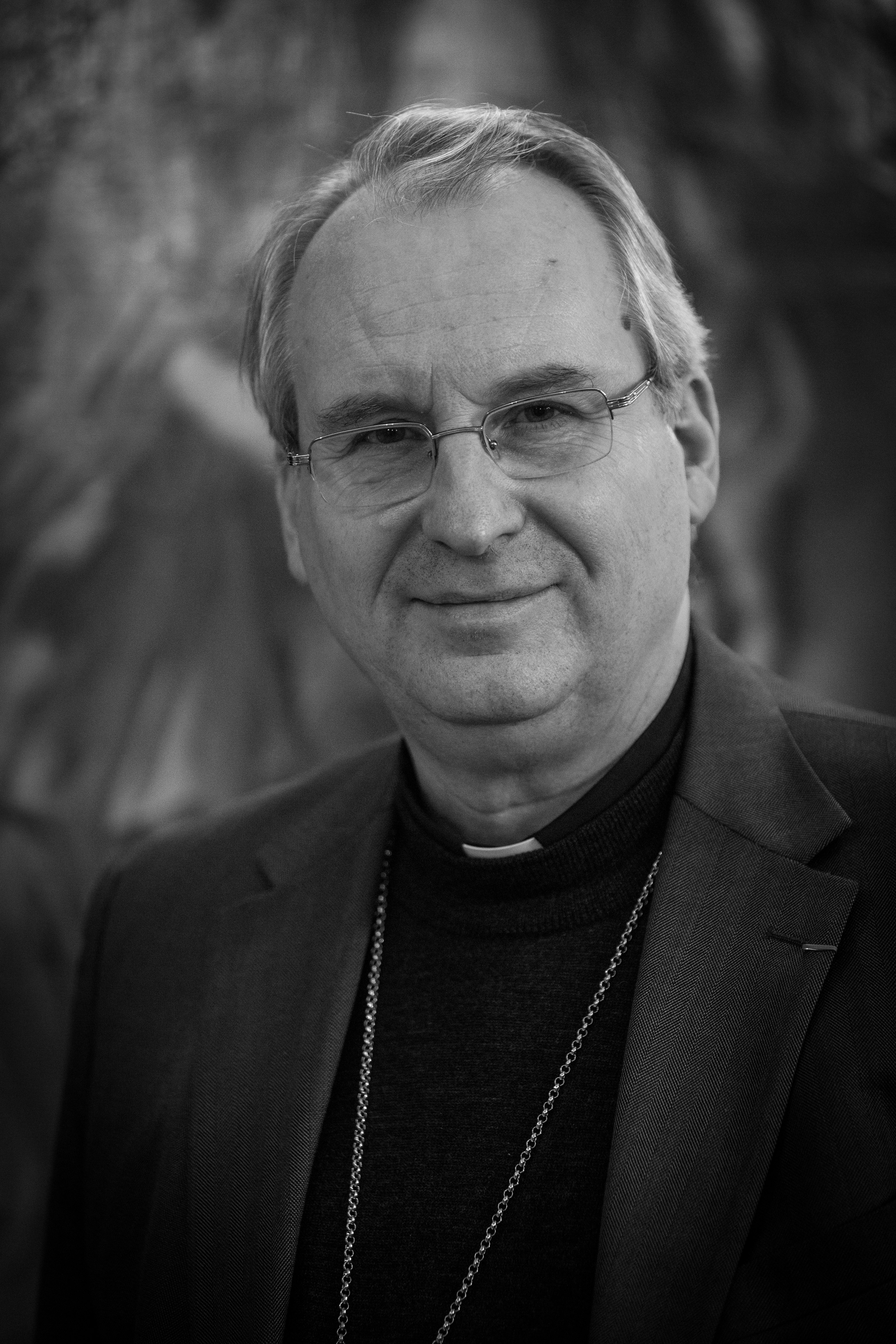
Vincent Jordy (2016)

Wappen als Bischof von Saint-Claude

Vincent Alexandre Édouard Élie Jordy (* 20. Januar 1961 in Perpignan) ist ein französischer Geistlicher und römisch-katholischer Erzbischof von Tours.

## Leben
Vincent Jordy empfing am 28. Juni 1992 die Priesterweihe für das Erzbistum Straßburg.
Papst Benedikt XVI. ernannte ihn am 19. September 2008 zum Titularbischof von Idassa und zum Weihbischof in Straßburg. Der Erzbischof von Straßburg, Jean-Pierre Grallet OFM, spendete ihm am 11. November desselben Jahres die Bischofsweihe; Mitkonsekratoren waren Christian George Nicolas Kratz, Weihbischof in Straßburg, und Pierre Raffin OP, Bischof von Metz. Als Wahlspruch wählte er Faites tout ce qu’Il vous dira.
Am 22. Juli 2011 wurde er zum Bischof von Saint-Claude im französischen Jura ernannt und am 16. Oktober desselben Jahres in das Amt eingeführt. Papst Franziskus ernannte ihn am 4. November 2019 zum Erzbischof von Tours. Die Amtseinführung fand am 5. Januar des folgenden Jahres statt.